# 子守神社
子守神社（こもりじんじゃ、こまもりじんじゃ）は、日本各地に存在する神社である。名前の通り、子供の守護神としての「子守神」を祀る神社であり、氏神とされたり、氏神神社の境内に末社として祀られている。籠守、子護などとも書かれる。
子守神社には2つの系統がある。1つは水分神（みくまりのかみ）の系統、もう1つは熊野本宮大社第八殿・子守宮の系統である。
水分神は本来は水の配分を司どる水神であるが、「みくまり」が訛って「みこもり（御子守）」となり、子守神ともみなされるようになった。総本社は吉野水分神社（奈良県吉野町）である。
熊野本宮大社第八殿・子守宮は『梁塵秘抄』に「神の家の子公達（きうだち）は、八幡の若宮、熊野の若王子・子守御前」と詠まれた熊野権現の御子神である。この系統の神社には、藤白神社（和歌山県海南市）末社の楠神社（通称 子守社）などがある。
他にも、率川神社は子守明神と呼ばれている。
同名の神社として以下のものがある。

## 水分神系
- 子守神社　(神奈川県鎌倉市)
- 子守神社（岐阜県可児市）
- 子守神社（京都府京丹波町）
- 籠守勝手神社（愛知県一宮市）
- 子守勝手神社（京都府長岡京市）

## その他
- 子守神社 (千葉市)（千葉県千葉市）
- 子守神社 (河津町大鍋)（ねのかみじんじゃ、静岡県河津町大鍋）
- 子守神社 (宇治市)（巨椋神社境内社）（京都府宇治市）
- 率川神社（奈良県奈良市）
- 子守神社（奈良県平群町）